# Ezzedine Madani
Pour les articles homonymes, voir Madani.
Œuvres principales
- La Révolte de l'homme à l'âne
- La Révolte des Zanjs
- Le Périple d'Al Hallaj
- L'Épitre de la grâce divine
- Aboul Hassan Al-Hafsi
- Le Cercle et le Carré
- Hamounda Pacha et la Révolution française
- Carthage
- Fragment de la vie d'Averroès
- Famille je vous hais...me
- Chajarattou'd Dourr

Ezzedine Madani, né en 1938 à Tunis, est un écrivain, dramaturge et nouvelliste tunisien. D'autres sources évoquent une naissance en 1936.

## Œuvres
- La Révolte de l'homme à l'âne
- La Révolte des Zanjs
- Le Périple d'Al Hallaj
- L'Épitre de la grâce divine
- Aboul Hassan Al-Hafsi
- Le Cercle et le Carré
- Hamounda Pacha et la Révolution française
- Carthage
- Fragment de la vie d'Averroès
- Famille je vous hais...me
- Chajarattou'd Dourr